# Acacia barrancana
Acacia barrancana är en ärtväxtart som beskrevs av Howard Scott Gentry. Acacia barrancana ingår i släktet akacior, och familjen ärtväxter. Inga underarter finns listade i Catalogue of Life.